# Regine Aeppli
Regine Aeppli Wartmann (* 5. Oktober 1952 in Winterthur; heimatberechtigt in Zürich) ist eine Schweizer Politikerin der Sozialdemokratischen Partei (SP). Sie war von 2003 bis 2015 Regierungsrätin des Kantons Zürich und Vorsteherin der Bildungsdirektion.

## Ausbildung und Beruf
Regine Aeppli wuchs in Uerikon bei Stäfa auf; seit 1972 lebt sie in Zürich. Sie studierte Rechtswissenschaften an der Universität Zürich, machte das Lizentiat und erwarb 1982 das Anwaltspatent. Von 1986 bis 2003 arbeitete sie als selbständige Rechtsanwältin in einer Gemeinschaftspraxis in Zürich. Sie war auch in der Rechtsauskunft Anwaltskollektiv tätig.

## Politische Laufbahn
Von 1987 bis 1996 war Regine Aeppli für die SP Mitglied des Zürcher Kantonsrates. Von 1995 bis 2003 war sie Stellvertreterin des kantonalen Ombudsmanns. Bei den Schweizer Parlamentswahlen 1995 wurde sie in den Nationalrat gewählt, wo sie der Kommission für Rechtsfragen und der Staatspolitischen Kommission angehörte. Ausserdem war sie Mitglied des SP-Fraktionsvorstandes. 1997 wurde sie Präsidentin des Schweizerischen Arbeiterhilfswerks. Beide Ämter gab sie ab, als sie 2003 in den Regierungsrat des Kantons Zürich gewählt wurde. Sie übernahm dort die Bildungsdirektion von Ernst Buschor. Sie führte dessen Schulreformpolitik weiter. Am 5. Juni 2005 stimmte die Zürcher Stimmbevölkerung mit gut 70 Prozent dem neuen Volksschulgesetz zu. Die Neuerungen – Einführung der geleiteten Schulen, pädagogische Schwerpunktsetzung, Blockzeiten, Kantonalisierung des Kindergartens sowie Pflicht für Gemeinden, den Bedarf an schulergänzender respektive ausserfamiliärer Betreuung abzuklären und entsprechende Angebote zu schaffen – wurden bis Ende 2011 umgesetzt. Zudem wurde während ihrer Amtszeit die Zürcher Fachhochschule neu strukturiert.
Aeppli war Präsidentin des Regierungsrates 2009/2010 und 2014/2015. Sie gab im Mai 2014 bekannt, dass sie bei den Wahlen 2015 nicht mehr antreten werde.
Regine Aeppli ist verwitwet und hat zwei Kinder.

## Freiwilliges Engagement
Am 17. Juni 2017 wurde Regine Aeppli zur Präsidentin des Schweizerischen Samariterbundes (heute: Samariter Schweiz) gewählt.
Sie stellte ihr Amt im März 2018 zur Verfügung, nachdem ihr die Präsidenten der Kantonalverbände das Vertrauen entzogen hatten.